# Misérieux
Misérieux è un comune francese di 1 994 abitanti situato nel dipartimento dell'Ain della regione dell'Alvernia-Rodano-Alpi.

## Storia

### Simboli
Lo stemma è stato adottato l'11 giugno 2024.

## Società

### Evoluzione demografica
Abitanti censiti